# Eliminacje do Mistrzostw Europy w Piłce Nożnej 2008/Grupa C
27 stycznia 2006 odbyło się losowanie grup eliminacyjnych Euro 2008. 50 zespołów narodowych, które biorą udział w tych rozgrywkach zostało podzielonych przez UEFA na sześć koszyków po siedem drużyn oraz jeden, w którym jest ośmiu uczestników. Do grupy C zostały rozlosowane następujące drużyny:
- Grecja
- Norwegia
- Turcja
- Bośnia i Hercegowina
- Węgry
- Mołdawia
- Malta

Eliminacje w grupie C rozpoczęły się 2 września 2006 a skończyły 21 listopada 2007.

## Tabela
| Drużyna              | Pkt | M  | Z  | R | P | Br+ | Br- | +/- |
| -------------------- | --- | -- | -- | - | - | --- | --- | --- |
| Grecja               | 31  | 12 | 10 | 1 | 1 | 25  | 10  | +15 |
| Turcja               | 24  | 12 | 7  | 3 | 2 | 25  | 11  | +14 |
| Norwegia             | 23  | 12 | 7  | 2 | 3 | 27  | 12  | +15 |
| Bośnia i Hercegowina | 13  | 12 | 4  | 1 | 7 | 16  | 22  | -6  |
| Mołdawia             | 12  | 12 | 3  | 3 | 6 | 12  | 19  | -7  |
| Węgry                | 12  | 12 | 4  | 0 | 8 | 11  | 22  | -11 |
| Malta                | 5   | 12 | 1  | 2 | 9 | 10  | 31  | -21 |

Uwagi:
Do finałów ME 2008 awansowały:
- Grecja
- Turcja

Bez awansu pozostały:
- Norwegia
- Bośnia i Hercegowina
- Mołdawia
- Węgry
- Malta

## Wyniki
| 2 września 2006 18:15 CET | Malta · Jamie Pace 6' · Michael Mifsud 86' | 2:5(1:3)en | Bośnia i Hercegowina · Sergej Barbarez 4' · Mirko Hrgović 10' · Mladen Bartolović 45+1' · Zlatan Muslimović 49' · Zvjezdan Misimović 51' | Ta’ Qali Stadium Ta’ Qali · Widzów: 4000 · Sędzia: Thomas Vejlgaard ( Dania) |
|                           |                                            |            | |                                                                              |

| 2 września 2006 19:00 CET | Węgry · Zoltán Gera 90' (k) | 1:4(0:4)en | Norwegia · Ole Gunnar Solskjær 15' 44' · Fredrik Strømstad 31' · Morten Gamst Pedersen 41' | Stadion im. Ferenca Szuszy, Budapeszt · Widzów: 10 500 · Sędzia: Pieter Vink ( Holandia) |
|                           |                             |            |                                                                                            |                                                                                          |

| 2 września 2006 19:15 CET | Mołdawia | 0:1(0:0)en | Grecja · Nikolaos Limberopulos 78' | Stadion Zimbru, Kiszyniów · Widzów: 10 500 · Sędzia: Matteo Trefoloni ( Włochy) |
|                           |          |            |                                    |                                                                                 |

| 6 września 2006 19:00 CET | Norwegia · Fredrik Strømstad 74' · Steffen Iversen 79' | 2:0(0:0)en | Mołdawia | Ullevaal Stadion, Oslo · Widzów: 23 848 · Sędzia: Christo Ristoskow ( Bułgaria) |
|                           |                                                        |            |          |                                                                                 |

| 6 września 2006 20:00 CET | Turcja · Nihat Kahveci 56' · Tümer Metin 77' | 2:0(0:0)en | Malta | Commerzbank-Arena, Frankfurt · Widzów: 0 · Sędzia: Bernardino González Vázquez ( Hiszpania) |
|                           |                                              |            |       |                                                                                             |

| 6 września 2006 20:15 CET | Bośnia i Hercegowina · Zvjezdan Misimović 64' (k) | 1:3(0:1)en | Węgry · Szabolcs Huszti 36' (k) · Zoltán Gera 46' · Pál Dárdai 49' | Bilino Polje, Zenica · Widzów: 20 000 · Sędzia: Costas Kapitanis ( Cypr) |
|                           |                                                   |            |                                                                    |                                                                          |

| 7 października 2006 18:00 CET | Mołdawia · Serghei Rogaciov 13' 32' (k) | 2:2(2:0)en | Bośnia i Hercegowina · Zvjezdan Misimović 63' · Ivica Grlić 68' | Stadion Zimbru, Kiszyniów · Widzów: 11 000 · Sędzia: Hervé Piccirillo ( Francja) |
|                               |                                         |            |                                                                 |                                                                                  |

| 7 października 2006 19:00 CET | Węgry | 0:1(0:1)en | Turcja · Tuncay Şanlı 41' | Stadion im. Ferenca Puskása, Budapeszt · Widzów: 9500 · Sędzia: Alain Hamer ( Luksemburg) |
|                               |       |            |                           |                                                                                           |

| 7 października 2006 20:30 CET | Grecja · Kostas Katsuranis 33' | 1:0(1:0)en | Norwegia | Stadion Karaiskakis, Pireus · Widzów: 25 000 · Sędzia: Ľuboš Micheľ ( Słowacja) |
|                               |                                |            |          |                                                                                 |

| 11 października 2006 19:15 CET | Malta · André Schembri 14' 53' | 2:1(1:1)en | Węgry · Sándor Torghelle 19' | Ta’ Qali Stadium, Ta’ Qali · Widzów: · Sędzia: · Widzów: 5000 · Sędzia: Johny Ver Eecke ( Belgia) |
|                                |                                |            |                              |                                                                                                   |

| 11 października 2006 20:00 CET | Turcja · Hakan Şükür 35' 37' (k) 43' 73' · Tuncay Şanlı 68' | 5:0(3:0)en | Mołdawia | Commerzbank-Arena, Frankfurt · Widzów: 0 · Sędzia: Nicolai Vollquartz ( Dania) |
|                                |                                                             |            |          |                                                                                |

| 11 października 2006 19:15 CET | Bośnia i Hercegowina | 0:4(0:1)en | Grecja · Angelos Charisteas 8' (k) · Christos Patsadzoglu 82' · Jorgos Samaras 85' · Kostas Katsuranis 90+4' | Bilino Polje, Zenica · Widzów: 10 000 · Sędzia: Jurij Baskakow ( Rosja) |
|                                |                      |            | |                                                                         |

| 24 marca 2007 18:00 CET | Mołdawia · Alexandru Epureanu 85' | 1:1(0:0)en | Malta · George Mallia 73' | Stadion Zimbru, Kiszyniów · Widzów: 10 000 · Sędzia: Vusal Aliyev ( Azerbejdżan) |
|                         |                                   |            |                           |                                                                                  |

| 24 marca 2007 19:00 CET | Norwegia · John Carew 50' (k) | 1:2(0:2)en | Bośnia i Hercegowina · Zvjezdan Misimović 18' · Zlatan Muslimović 33' | Ullevaal Stadion, Oslo · Widzów: 16 987 · Sędzia: Mike Riley ( Anglia) |
|                         |                               |            |                                                                       |                                                                        |

| 24 marca 2007 20:30 CET | Grecja · Sotiris Kirjakos 5' | 1:4(1:1)en | Turcja · Tuncay Şanlı 27' · Gökhan Ünal 55' · Tümer Metin 70' · Gökdeniz Karadeniz 81' | Stadion Karaiskakis, Pireus · Widzów: 31 405 · Sędzia: Wolfgang Stark ( Niemcy) |
|                         |                              |            |                                                                                        |                                                                                 |

| 28 marca 2007 18:00 CET | Węgry · Tamás Priskin 9' · Zoltán Gera 63' | 2:0(1:0)en | Mołdawia | Stadion im. Ferenca Szuszy, Budapeszt · Widzów: 5000 · Sędzia: Martin Ingvarsson ( Szwecja) |
|                         |                                            |            |          |                                                                                             |

| 28 marca 2007 19:30 CET | Malta | 0:1(0:0)en | Grecja · Angelos Basinas 66' (k) | Ta’ Qali Stadium, Ta’ Qali · Widzów: 15 000 · Sędzia: Pedro Proença ( Portugalia) |
|                         |       |            |                                  |                                                                                   |

| 28 marca 2007 20:00 CET | Turcja · Hamit Altıntop 72' 90' | 2:2(0:2)en | Norwegia · Simen Brenne 31' · Martin Andresen 40' | Commerzbank-Arena, Frankfurt · Widzów: 0 · Sędzia: Stefano Farina ( Włochy) |
|                         |                                 |            |                                                   |                                                                             |

| 2 czerwca 2007 20:30 CET | Grecja · Teofanis Gekas 16' · Jurkas Seitaridis 29' | 2:0(2:0)en | Węgry | Stadion Pankritio, Heraklion · Widzów: 16 000 · Sędzia: Claus Bo Larsen ( Dania) |
|                          |                                                     |            |       |                                                                                  |

| 2 czerwca 2007 20:00 CET | Bośnia i Hercegowina · Zlatan Muslimović 27' · Edin Džeko 45+2' · Adnan Čustović 90' | 3:2(2:2)en | Turcja · Hakan Şükür 13' · Sabri Sarıoğlu 39' | Stadion Koševo, Sarajewo · Widzów: 20 000 · Sędzia: Peter Fröjdfeldt ( Szwecja) |
|                          |                                                                                      |            |                                               |                                                                                 |

| 2 czerwca 2007 20:05 CET | Norwegia · Kristofer Hæstad 31' · Thorstein Helstad 73' · Steffen Iversen 79' · John Arne Riise 90+1' | 4:0(1:0)en | Malta | Ullevaal Stadion, Oslo · Widzów: 16 364 · Sędzia: Jacek Granat ( Polska) |
|                          | |            |       |                                                                          |

| 6 czerwca 2007 19:00 CET | Norwegia · Steffen Iversen 22' · Daniel Braaten 57' · John Carew 60' 78' | 4:0(1:0)en | Węgry | Ullevaal Stadion, Oslo · Widzów: 19 198 · Sędzia: Eduardo Iturralde González ( Hiszpania) |
|                          |                                                                          |            |       |                                                                                           |

| 6 czerwca 2007 20:15 CET | Bośnia i Hercegowina · Zlatan Muslimović 6' | 1:0(1:0)en | Malta | Stadion Koševo, Sarajewo · Widzów: 15 000 · Sędzia: Ceri Richards ( Walia) |
|                          |                                             |            |       |                                                                            |

| 6 czerwca 2007 20:30 CET | Grecja · Angelos Charisteas 30' · Nikolaos Limberopulos 90+5' | 2:1(1:0)en | Mołdawia · Viorel Frunză 80' | Stadion Pankritio, Heraklion · Widzów: 22 000 · Sędzia: Jan Wegereef ( Holandia) |
|                          |                                                               |            |                              |                                                                                  |

| 8 września 2007 16:00 CET | Węgry · Zoltán Gera 39' (k) | 1:0(1:0)en | Bośnia i Hercegowina | Sóstói Stadion, Székesfehérvár · Widzów: 10 877 · Sędzia: Matteo Trefoloni ( Włochy) |
|                           |                             |            |                      |                                                                                      |

| 8 września 2007 19:30 CET | Malta · Brian Said 41' · André Schembri 76' | 2:2(1:1)en | Turcja · Halil Altıntop 45' · Servet Çetin 78' | Ta’ Qali Stadium, Ta’ Qali · Widzów: 18 000 · Sędzia: Stefan Messner ( Austria) |
|                           |                                             |            |                                                |                                                                                 |

| 8 września 2007 20:00 CET | Mołdawia | 0:1(0:0)en | Norwegia · Steffen Iversen 49' | Stadion Zimbru, Kiszyniów · Widzów: 15 000 · Sędzia: Robert Małek ( Polska) |
|                           |          |            |                                |                                                                             |

| 12 września 2007 19:00 CET | Norwegia · Carew 15' · Riise 39' | 2:2(2:2)en | Grecja · Kirjakos 7' 30' | Ullevaal Stadion, Oslo · Widzów: 24 080 · Sędzia: Busacca ( Szwajcaria) |
|                            |                                  |            |                          |                                                                         |

| 12 września 2007 19:30 CET | Turcja · Ünal 68' · Aurélio 72' · Altıntop 90+3' | 3:0(0:0)en | Węgry | Stadion BJK İnönü, Stambuł · Widzów: 28 020 · Sędzia: Dougal ( Szkocja) |
|                            |                                                  |            |       |                                                                         |

| 12 września 2007 20:00 CET | Bośnia i Hercegowina | 0:1(0:1)en | Mołdawia · Bugaiov 22' | Stadion KoševoStadion Koševo, Sarajewo · Widzów: 4000 · Sędzia: Hyytiä ( Finlandia) |
|                            |                      |            |                        |                                                                                     |

| 13 października 2007 | Grecja · Charisteas 10' · Gekas 58' · Limberopulos 73' | 3:2(1:0)en | Bośnia i Hercegowina · Hrgović 54' · Ibišević 90+2' | Stadion Olimpijski, Ateny · Widzów: 35 000 · Sędzia: Grzegorz Gilewski Polska |
|                      |                                                        |            |                                                     |                                                                               |

| 13 października 2007 | Węgry · Feczesin 34' · Tőzsér 78' | 2:0(1:0)en | Malta | Stadion im. Ferenca Szuszy, Budapeszt · Widzów: 6000 · Sędzia: Karen Nalbandyan ( Armenia) |
|                      |                                   |            |       |                                                                                            |

| 13 października 2007 | Mołdawia · Frunză 11' | 1:1(1:0)en | Turcja · Ümit Karan 63' | Stadion Zimbru, Kiszyniów · Widzów: 10,500 · Sędzia: Martin Atkinson ( Anglia) |
|                      |                       |            |                         |                                                                                |

| 17 października 2007 | Malta · Scerri 71' · Mifsud 84' (k.) | 2:3(0:3)en | Mołdawia · Bugaiov 23' (k.) · Frunză 31' 35' | Ta’ Qali Stadium Ta’ Qali · Widzów: 10 000 · Sędzia: Igorij Iszczenko ( Ukraina) |
|                      |                                      |            |                                              |                                                                                  |

| 17 października 2007 | Turcja | 0:1(0:0)en | Grecja · Amanatidis 79' | Ali Sami Yen, Stambuł · Widzów: 24 000 · Sędzia: Manuel Mejuto González ( Hiszpania) |
|                      |        |            |                         |                                                                                      |

| 17 października 2007 | Bośnia i Hercegowina | 0:2(0:1)en | Norwegia · Hagen 5' · B. Riise 74' | Stadion Koševo, Sarajewo · Widzów: 1500 · Sędzia: Stéphane Lannoy ( Francja) |
|                      |                      |            |                                    |                                                                              |

| 17 listopada 2007 18:00 CET | Mołdawia · Bugaiov 13' · Josan 23' · Alexeev 86' | 3:0(2:0) | Węgry | Stadion Zimbru, Kiszyniów · Widzów: 6483 · Sędzia: Královec ( Czechy) |
|                             |                                                  |          |       |                                                                       |

| 17 listopada 2007 19:00 CET | Norwegia · Hagen 12' | 1:2(1:1) | Turcja · Belözoğlu 31' · Kahveci 59' | Ullevaal Stadion, Oslo · Widzów: 24 080 · Sędzia: Merk ( Niemcy) |
|                             |                      |          |                                      |                                                                  |

| 17 listopada 2007 20:30 CET | Grecja · Gekas 32' 72' 74' · Basinas 54' · Amanatidis 61' | 5:0(1:0) | Malta | Stadion Olimpijski, Ateny · Widzów: 35 000 · Sędzia: Kaldma ( Estonia) |
|                             |                                                           |          |       |                                                                        |

| 21 listopada 2007 | Turcja · Nihat Kahveci 43' | 1:0(1:0) | Bośnia i Hercegowina | Ali Sami Yen, Stambuł · Widzów: 22 000 · Sędzia: Braamhaar ( Holandia) |
|                   |                            |          |                      |                                                                        |

| 21 listopada 2007 | Malta · Mifsud 53' | 1:4(0:3) | Norwegia · Iversen 25' 28' (k) 45' · Pedersen 75' | Ta’ Qali Stadium Ta’ Qali · Widzów: 6000 · Sędzia: Baskakow ( Rosja |
|                   |                    |          |                                                   |                                                                     |

| 21 listopada 2007 | Węgry · Buzsáky 7' | 1:2(1:1)en | Grecja · Vanczák 22' (sam.) · Basinas 59' (k) | Stadion im. Ferenca Puskása, Budapeszt · Widzów: 32 200 · Sędzia: Styles ( Anglia) |
|                   |                    |            |                                               |                                                                                    |